# Municipio de New Salem (Carolina del Norte)
El municipio de New Salem (en inglés: New Salem Township) es un municipio ubicado en el  condado de Union en el estado estadounidense de Carolina del Norte. En el año 2010 tenía una población de 3.532 habitantes.

## Geografía
El municipio de New Salem se encuentra ubicado en las coordenadas 35°6′30.54″N 80°21′27.23″O / 35.1084833, -80.3575639.